# Maria Roda
Maria Roda (Como, 1877 – 1958) è stata un'anarchica, attivista, scrittrice e oratrice italiana naturalizzata statunitense, che partecipò alle lotte sindacali tra i lavoratori tessili in Italia e negli Stati Uniti durante la fine del XIX e l'inizio del XX secolo.

## Biografia
Nata nel 1877 a Como, fu un'attivista nei movimenti sociali radicali sin dalla giovane età. Dal padre apprese sia le tecniche della tessitura della seta che gli ideali sulla dignità dei lavoratori, dato che la loro casa era un luogo in cui anarchici locali o di passaggio trovavano ristoro e protezione; inoltre, fu istruita dalla poetessa socialista Ada Negri. Morta la madre quando lei era una bambina, il padre crebbe da solo le quattro figlie incoraggiandole a lottare per i diritti dei lavoratori.
Lei e le sorelle lavorarono nelle seterie di Como. Grazie all'influenza del padre radicale e ai contatti che stabilì nei mulini divenne un'anarchica. Il governo italiano considerava Cesare Roda uno dei principali anarchici a Como con legami con altri nel movimento all'estero e monitorò le sue attività e quelle di Maria per tutto il tardo Ottocento e l'inizio del Novecento.
Nella città natale, però, i salari non erano sufficienti per mantenere la famiglia e per questo prima del 1891 i Roda si trasferirono a Milano in cerca di opportunità di lavoro migliori. Fu in quel periodo che Maria, allora quindicenne, venne arrestata a Porta Genova per aver partecipato a un comizio in cui incitava alla rivolta contro la polizia e fu condannata a tre mesi di reclusione e a una multa di 50 lire. Tra i presenti al processo c’era anche l’anarchico Zo d’Axa, in quegli anni in fuga dalle autorità francesi, che dedicò alla giovane protestatrice il componimento “Little Girls” (1895), nel quale descrisse Maria e la sua amica Ernesta Quartirola come due ragazze battagliere che non si lasciano intimidire dalle autorità e rispondono con animosità e umorismo alle domande, esponendo anche i loro ideali sulla lotta di classe. Questa testimonianza rese Maria celebre tra gli attivisti di tutta Europa anche per il suo spirito e la sua disponibilità a esprimere la sua opinione.
Dalle cronache del tempo è emerso che Maria avesse detto in tribunale in risposta alla corte: "Ho pietà [di quella] guardia. Lo compatisco perché si guadagna appena il pane, perché è un povero diavolo. Ma mi colpisce vederlo inseguire altri poveri diavoli, i suoi fratelli... che pensi su quello che fa." Al riguardo, Zo ebbe da rimarcare: “Si dice più e più volte che Milano è una piccola Parigi. I magistrati di Milano lo provano, almeno su un punto; sono altrettanto ripugnanti dei loro confratelli parigini”.
Un articolo milanese del tempo parla in questo modo del processo:
“La Quartiroli ha uno sguardo e un sorriso tutt’altro che antipatici, ma la Roda era addirittura una splendida ragazza, è vestita in nero e piuttosto bene. Bruna, coi capelli ricci svolazzanti, una rastrelliera di denti magnifica, un corpicino  elegante, un volto ovale e leggermente roseo, due occhi sfavillanti. È di Como, ed è scappata di casa; è niente commossa, ride rumorosamente ed è di una spavalderia straordinaria. Essa rispose che trovatasi a porta Genova per i suoi affari particolari; non cantò nessuna canzone, e fu arrestata. Si professò recisamente anarchica. […] E uscendo anch’io, insieme al redattore giudiziario del “Secolo” e con un corrispondente ci imbattemmo sulla porta del tribunale con due giovani e pallide monache, dai larghi cappelloni di tela bianca inamidata. E dico la verità! La mente mi si arrestò confusa di fronte al colossale contrasto contro il quale urtava. Di dentro due giovani donne con l’ardente gioventù sul volto, con il corpo, rigoglioso che gettano la loro vita al sole – di fuori due giovani emaciate dal volto non colorito dal sangue vivo, ma dal siero, tormentate dal desiderio di sottrarsi alla vita. È curioso! Le une e le altre spinte dai nervi a due estremi con quasi lo stesso ideale sulle labbra: l’uguaglianza sociale! Problemi straordinari di fine secolo.”
Un’altra fonte viene dal quotidiano bresciano L’Indipendente, nel quale viene riportato fedelmente – anche con le sfumature di dialetto comasco – come la quindicenne Maria Roda apostrofato il suo fiero e sprezzante comportamento in aula e i suoi scontri verbali col giudice:
“Al processo vestiva di bruno, piuttosto bene; niente commossa, rideva sgangheratamente, con una spavalderia meravigliosa. Essa rispose che trovatasi a Porta Genova per i suoi affari particolari, non cantò nessuna canzone, e fu arrestata. Si professò recisamente anarchica.  Presidente “ - Ma scommetto che non sapete nemmeno voi cosa voglia dire l’anarchia” . Imputata. - Oh! El so minga? Ben, allora me l’insegnerà lu…. Durante la deposizione di una guardia si alza gridando: “ - El compatissi perché anca lu l’è in miseria e ghe tocca mangà la pagnotta. Vergogna, a ligàa su i so fradej… “. E fu tutto il tempo del processo provocante, petulante. Durante la requisitoria continuò, a dispetto delle ammonizioni del presidente, ad interrompere il Pubblico Ministero, e quando in ultimo le venne accordata la parola esclamò: - “ Mi disi nagott, perché tanto l’è inutil!“. Mentre il tribunale si ritirò per la sentenza, la comasca si tolse una pagnotta secca e andava battendola contro la gabbia; rideva fragorosamente, si metteva in testa il cappello anarchico a larghe tese del vicino, e al vicino che le imponeva di toglierlo, rispondeva: - “Chi comanda nissun!” E poi volgendosi ai giornalisti: - Ades comincierà el scacc che veden in di anarchich anca i donn”.
Sempre a Milano, Maria conobbe a un congresso anarchico Errico Malatesta e Pedro Esteve, attivista catalano che sarebbe diventato il suo compagno per la vita.

### Dall'Italia agli Stati Uniti
Dopo la scarcerazione, la famiglia preferì lasciare il paese rendendosi conto che il clima politico del tempo non offrisse possibilità ai loro ideali e per questo si spostarono prima in Francia, poi per un breve tempo in Portogallo e infine negli Stati Uniti nel 1893 quando Maria aveva 17 anni. Si stabilirono a Paterson, nel New Jersey, e lì divennero rapidamente attivi nell'ambiente anarchico attraverso uno dei gruppi anarchici più grandi e influenti degli Stati Uniti, il  Gruppo diritto all'esistenza] (Right to an Existence Group). Nel frattempo aveva preso piena coscienza di quale condizione le donne del suo tempo stessero vivendo e così, nel 1897, fondò anche il Gruppo emancipazione della donna assieme ad altre attiviste italiane quali Ninfa Baronio ed Ernestina Cravello: in questo modo, alle donne appartenenti al movimento anarchico potevano sviluppare in assoluta libertà e reciproco supporto le proprie teorie e metodi per la rivoluzione della classe operaia.
Di conseguenza, Maria e dozzine di altre donne scrissero, pubblicarono e fecero circolare scritti anarchico-femministi attraverso questo e altri gruppi di donne simili. Due dei saggi della Roda furono pubblicati su La Questione Sociale (il quotidiano anarchico in lingua italiana pubblicato a Paterson): Alle operaie il 15 settembre 1897, e Alle madri il 7 settembre  1901.
Già nel 1894 Maria Roda, in veste di collaboratrice di varie pubblicazioni anarchiche, aveva scritto un manifestato sull’anarchismo, sulla rivista “Il grido degli oppressi”, col titolo “Cosa vogliono gli anarchici”:
“ Gli anarchici in primo luogo, vogliono la scomparsa dell’autorità, della proprietà individuale, della religione, e della famiglia per sostituire all’autorità, l'indipendenza relativa, ossia fino al punto di non nuocere agli altri. Alla proprietà individuale, quella comune, o meglio patrimonio sociale, senza tutori speciali: che maneggiano gli affari altrui. Alla religione, la scienza, il progresso, quella potente arma che sradica i pregiudizi inculcati da quel vento pestifero religioso che da secoli incretinisce ed impedisce al cervello umano la sua marcia trionfale. Alla famiglia attuale che trovasi basata sull’interesse sostituirci quella basata sull’amore reciproco, ove i figli saranno educati e custoditi dall’intera comunità. In secondo luogo, gli anarchici vogliono possedere gli attrezzi necessari per lavorare i campi e nelle manifatture, le macchine triplicate, studiare in maniera che i lavori più penosi e pericolosi, siano fatti dalle macchine, acciocché il lavoro diventi più piacevole che sia possibile. Inoltre vogliono il libero scambio per non cercare occasione a chicchessia di alzarsi al di sopra degli altri […] vogliono un’esistenza migliore, perché nel mondo il posto vi è per tutti, e tutti dobbiamo prendere parte al gran banchetto della vita […] Per voi odiati spogliatori, ladri e assassini la condanna è scritta, e ad onta delle vostre forche, delle vostre manaie, del vostro patrio piombo, e delle vostre infami leggi, non c’impedirete di rovesciarvi nel fango donde siete venuti.”
La costa est degli Stati Uniti tra fine Ottocento e inizio Novecento era terreno fertile per molti movimenti attivisti, molti dei quali femministi, e una delle voci più autorevoli del tempo era quella di Emma Goldman. Anche lei con un passato da immigrata, proveniente dalla Russia, e sensibile alla condizione di vita della classe operaia, ebbe modo di conoscere Maria Roda nel 1894, al Thalia Theater di Manhattan, dove si tenne una riunione per celebrare la scarcerazione della Goldman. A parlare ci fu anche la Roda, la quale parlava solo l’italiano con qualche sfumatura di dialetto comasco; solo gli italoamericani poterono capire le sue parole, ma questo non impedì agli altri presenti di rimanere impressionati dalla giovane attivista come lo fu la stessa Goldman: “Improvvisamente giunse nel camerino il suono di una bellissima voce. Parlava una lingua che non conoscevo. “Chi sta parlando adesso?” domandai. “È Maria Rodda, un’anarchica italiana. Ha solo sedici anni ed è appena arrivata in America.”. La voce mi elettrizzò e volli vedere l’oratrice. Mi avvicinai alla porta che dava sul palco. Maria Rodda era la creatura più meravigliosa che avessi mai veduto. Era una ragazza di media altezza; la testa, ben formata e coperta da folti riccioli neri, spiccava come un giglio sul collo esile e slanciato. Il viso era pallido, le labbra rosse come il corallo, ma ciò che più colpiva erano gli occhi: grandi, scuri come carbone e illuminati da una luce interiore. Come me, la maggior parte del pubblico non capiva l’italiano, ma la strana bellezza di Maria e la musica delle sue parole suscitavano un senso di tensione e di entusiasmo nell’assemblea. Per me fu come un raggio di sole. I fantasmi svanirono, il peso della prigione scomparve. Mi sentii libera e felice, tra amici […] Dopo la riunione, alcuni compagni si ritrovarono nel locale di Justus. C’era anche Maria, e io ero ansiosa di sapere tutto sul suo conto. Pedro Esteve, un anarchico spagnolo, fungeva da interprete. Seppi dunque che Maria era stata compagna di scuola di Sante Caserio e che la maestra di entrambi era stata Ada Negri, l’ardente poetessa rivoluzionaria. Tramite Caserio, Maria, appena quattordicenne, era entrata in un gruppo anarchico. Quando Caserio aveva ucciso Carnot, il presidente francese, il gruppo era stato colpito da una retata della polizia e Maria, insieme a tutti suoi compagni, era finita in prigione. Subito dopo la scarcerazione era partita per l’America con la sorella più giovane. Quello che avevano sentito raccontare di me e di Sasha le aveva convinte che anche in America, come in Italia, gli idealisti erano perseguitati. Maria sentiva di poter fare molto per i suoi compatrioti negli Stati Uniti. Mi pregò di aiutarla, di farle da maestra. L’abbracciai forte per proteggerla dai colpi crudeli che, sapevo, la vita le avrebbe inflitto. Sarei stata la sua maestra, la sua compagna …”
In seguito, Roda dichiarò a Goldman che voleva che fosse per lei “maestra, amica e compagna”.

### Gli ultimi anni
Poco si sa della vita di Maria Roda dopo il suo arrivo negli Stati Uniti.
Si sa che sposò il suo compagno di una vita, Pedro Esteve, che la aiutò molto a farsi capire nel nuovo mondo, a dirigere La Questione Sociale  come editore e tipografo, e insieme ebbero dieci figli, otto dei quali sopravvissuti all’età adulta: Violet, Sensitiva, Sirio, Iris, Flora, Pedro, Helios e Zephyr. Si dice che uno dei due figli, morto a causa di un’esplosione, fu vittima di un attentato il cui bersaglio erano Roda e Esteve. Nel periodo in cui Esteve fu editore de La Questione Sociale, dal 1899 al 1906, la scrittura femminile era al suo apice sui giornali.
Nel 1908 lasciarono Paterson per stabilirsi tra Tampa, Florida, Brooklyn e Weehawken, New Jersey, ovunque servisse il loro aiuto per la causa anarco-femminista. La loro casa in via 611 di Gregory Avenue fu spesso ritrovo per attivisti e anarchici fino agli anni 1930, quando morì Pedro nel 1925 e il padre Cesare nel 1932.
Non si ha una data precisa della sua morte, ma sembra che sia avvenuta intorno al 1955-1958.